# Philon de Larissa
Pour les articles homonymes, voir Philon.
Philon de Larissa (v. 159 av. J.-C. - 84 ou 83 av. J.-C.) était un philosophe antique, platonicien néo-dogmatique. Il fut le douzième scolarque de l'Académie de Platon, vers 110 av. J.-C.

## Biographie
Philon est né à Larissa, en Thessalie vers 159 ou 158 av. J.-C. Disciple de Clitomaque, un platonicien probabiliste, auquel il succéda, il fut l'avant-dernier scolarque de l'Académie, de 110 à 86 av. J.-C., avant Antiochos d'Ascalon. En 88 av. J.-C., durant les premiers temps de la guerre de Mithridate VI contre les Romains, il fuit à Rome, où il continue à enseigner.
Philon innova dans l'enseignement à Rome en professant la rhétorique le matin et la discussion philosophique l'après-midi, matières jusqu'ici séparées et professées par des maîtres différents. Cicéron fut son élève. Il mourut en 84 ou 83 av. J.-C..

## Philosophie
Philon et Charmadas sont à la base de la quatrième réforme de l'Académie. Philon discutait non pour faire prévaloir une opinion, mais plutôt dans le but de combattre toutes les affirmations qu’on exprimait devant lui. Le rôle de Philon de Larissa est son refus de dire que tout fût incertain. Il a maintenu dans un premier temps, l’idée que rien n’est connaissable et a refusé que tout soit incertain. Il a distingué l’incertain et l’inconnaissable : la sagesse implique d'avoir des opinions, en ayant conscience que ce ne sont que des opinions très plausibles, et que rien ne peut être véritablement connu. Philon de Larissa a dit que les choses sont inconnaissables uniquement dans la mesure où l’on s’en rapporte au critère de l’impression cognitive,.
Au sein de l'Académie, Philon fut d'abord dans la continuité de Clitomaque, puis adopta une position proche de celle de Métrodore de Stratonice, et les livres qu'il écrivit après son arrivée à Rome scandalisèrent aussi bien Antiochos d'Ascalon qu'Héraclite de Tyr, selon le témoignage de Cicéron dans les Académiques. Ces innovations sont suffisamment importantes pour que certains, dès l'Antiquité, aient fait de Philon le fondateur d'une Quatrième Académie ; le contenu exact de ces innovations fait cependant débat : Philon insistait sans doute sur l'unité de l'Académie, depuis Platon jusqu'à lui-même, mais on ne saurait préciser sa position dans le domaine de la philosophie de la connaissance. Il continuait à combattre le critère stoïcien de la connaissance, la représentation « cataleptique », tout en affirmant que la réalité est connaissable par nature. Il n'y avait donc plus d'aporétisme mais une nécessaire prudence et une exigence de vérité. Il est probable que Philon ait vu dans le concept d'évidence, enargeia (en grec ancien ἐνάργεια) le signe naturel de la possibilité de la connaissance, tout en poursuivant sa critique de l’évidence-critère.

### Études sur Philon de Larisse
- Histoire de la philosophie, Gallimard, coll. « Pléiade », t. I, p. 798-804.
- Brittain, C., Philo of Larissa. The Last of the Academic Sceptics, Oxford: Oxford University Press, 2001.
- Stanford Encyclopedia of Philosophy